# Парус. Live
Парус. Live — первый официальный DVD Григория Лепса, на котором имеется версия одноимённого концерта, состоявшегося 13 марта 2004 года в Кремле. В него вошли все песни из альбома Парус, а также лучшие песни из предыдущих альбомов Григория Лепса.
На DVD также представлены 115 фотографий Григория Лепса.

## Список композиций
1. «Песня о друге» (слова и музыка — В. Высоцкий)
2. «Расстрел горного эха» (слова и музыка — В. Высоцкий)
3. «Здесь лапы у елей дрожат на весу...» (слова и музыка — В. Высоцкий)
4. «Купола» (слова и музыка — В. Высоцкий)
5. «Дом хрустальный» (слова и музыка — В. Высоцкий)
6. «Корабли» (слова и музыка — В. Высоцкий)
7. «Спасите наши души» (слова и музыка — В. Высоцкий)
8. «Парус» (слова и музыка — В. Высоцкий)
9. «Моя цыганская» (слова и музыка — В. Высоцкий)
10. «Песня Вани у Марии» (слова и музыка — В. Высоцкий)
11. «Романс» (слова и музыка — В. Высоцкий)
12. «Прощание с горами» (слова и музыка — В. Высоцкий)
13. «Reprise...» (музыка — Е. Кобылянский)
14. «Я слушал дождь» (слова — А. Долженков, музыка — Е. Кобылянский)
15. «Лето» (слова — С. Осиашвили, музыка — Е. Кобылянский)
16. «Падают листья» (слова — О. Колесниченко, музыка — Д. Соболев)
17. «Ну и что» (слова и музыка — Г. Богданов)
18. «Расскажи» (слова и музыка — Г. Лепс)
19. «Роковая любовь» (слова — К. Арсенев, музыка — Г. Лепс)
20. «Спокойной ночи, господа...» (слова — А. Скворцов, музыка — А. Самойлов)
21. «Крыса-ревность» (слова — К. Арсенев, музыка — Г. Лепс)
22. «На струнах дождя» (слова — К. Арсенев, музыка — Е. Кобылянский, Г. Лепс)
23. «Танго разбитых сердец» (слова — К. Кавалерян, музыка — Е. Кобылянский)
24. «Натали» (слова — А. Долженков, музыка — Е. Кобылянский)
25. «Рюмка водки на столе» (слова и музыка — Е. Григорьев)
26. «Шелест» (слова и музыка — Г. Лепс)
27. «Ангел завтрашнего дня» (слова — К. Кавалерян, музыка — Е. Кобылянский)

## Подарочное издание
В подарочное издание включены следующие видеоклипы:

| - «Натали» - «Храни Вас Бог» - «Крыса» - «Шелест» | - «Первый день рожденья» - «Рюмка водки на столе» - «Я верю, я дождусь» - «Парус» |

## Музыканты
| - Григорий Лепс — вокал - Евгений Кобылянский — клавишные, гитары, аранжировки - Вячеслав Молчанов — гитары - Виктор Левченко — бас | - Артур Осипов — ударные - Евгения Теджетова — бэк-вокал - Мария Свирская — бэк-вокал |